# Maranhão
Maranhão (AFI [maɾaˈɲɐ̃w̃]) este una dintre cele 27 de unități federative ale Braziliei. Capitala acestui stat este orașul São Luís. Maranhão se învecinează cu unitățile federative Piauí la est, Tocantins la sud și Pará la vest. Statul avea în 2007 o populație de 6.118.995 de locuitori și suprafață de 331.983,29 km², fiind împărțit în 5 mezoregiuni, 21 de microregiuni și 217 de municipii.